# Ruisseau de Crolles
Le ruisseau de Crolles est un cours d'eau de France situé en Isère, au nord-est de Grenoble, dans le massif de la Chartreuse, et qui conflue avec le canal de la Chantourne dans le Grésivaudan. Né au pied des falaises de la dent de Crolles dans le massif de la Chartreuse, il porte le nom de ruisseau des Fangeats jusqu'aux cascades qui lui font quitter le plateau des Petites Roches et entrer dans le Grésivaudan.